# Lizanne Viljoen
Pour les articles homonymes, voir Viljoen.
Lizanne Viljoen, née le 30 avril 1999, est une nageuse sud-africaine.

## Carrière
Lizanne Viljoen remporte aux Championnats d'Afrique de natation 2021 à Accra la médaille d'or du 200 mètres papillon et la médaille de bronze du 100 mètres papillon.